# Championnats d'Europe de char à voile 1978
Navigation
1977 1979
Les 16e championnats d'Europe de char à voile 1978, organisés par le pays hôte sous l'égide de la fédération internationale du char à voile, se sont déroulés à Lytham St Annes dans le Lancashire en Angleterre,.

## Podiums
| Épreuve  | Or            | Argent            | Bronze               |
| Classe 2 | Jan Lowe      | Piet Verdonck     | Benoît Demoury       |
| Classe 3 | Nord Embroden | J. Jones          | Louis de Terschueren |
| Classe 4 | A. Descamps   | Jean-Pierre Ville | J. Nicholsen         |
| DN       | T. Denye      | P. Nicholls       | J. Dibdin            |

| Épreuve | Or           | Argent              | Bronze                      |
| Femmes  | Vivian Ellis | Marie Pierre Passet | Véronique Ribaud de Gineste |

## Tableau des médailles par nation
| Rang | Nation      | Or | Argent | Bronze | Total |
| ---- | ----------- | -- | ------ | ------ | ----- |
| 1    | États-Unis  | 2  | 1      | -      | 3     |
| 2    | Royaume-Uni | 1  | 1      | 2      | 4     |
| 2    | France      | 1  | 1      | 1      | 3     |
| 4    | Belgique    | -  | 1      | 1      | 2     |

| Rang | Nation      | Or | Argent | Bronze | Total |
| ---- | ----------- | -- | ------ | ------ | ----- |
| 1    | Royaume-Uni | 1  | -      | -      | 1     |
| 2    | France      | -  | 1      | 1      | 2     |